# ساقی رضوان
 ساقی رضوان نام یک آلبوم موسیقی اثر  عبدالحسین مختاباد، هنرمند ایرانی است که در سبک  سنتی تهیه شده و دارای ۹ آهنگ است. 

## فهرست آهنگ‌ها
| ردیف | آهنگ          |
| ۱    | در آرزوی وصال |
| ۲    | چشمهٔ نوش      |
| ۳    | آواز بلند     |
| ۴    | دلشدگان       |
| ۵    | شکوه‌ها        |
| ۶    | سوز و نیاز    |
| ۷    | سوگند         |
| ۸    | غم عشق        |
| ۹    | بدون کلام     |